# Classification APG

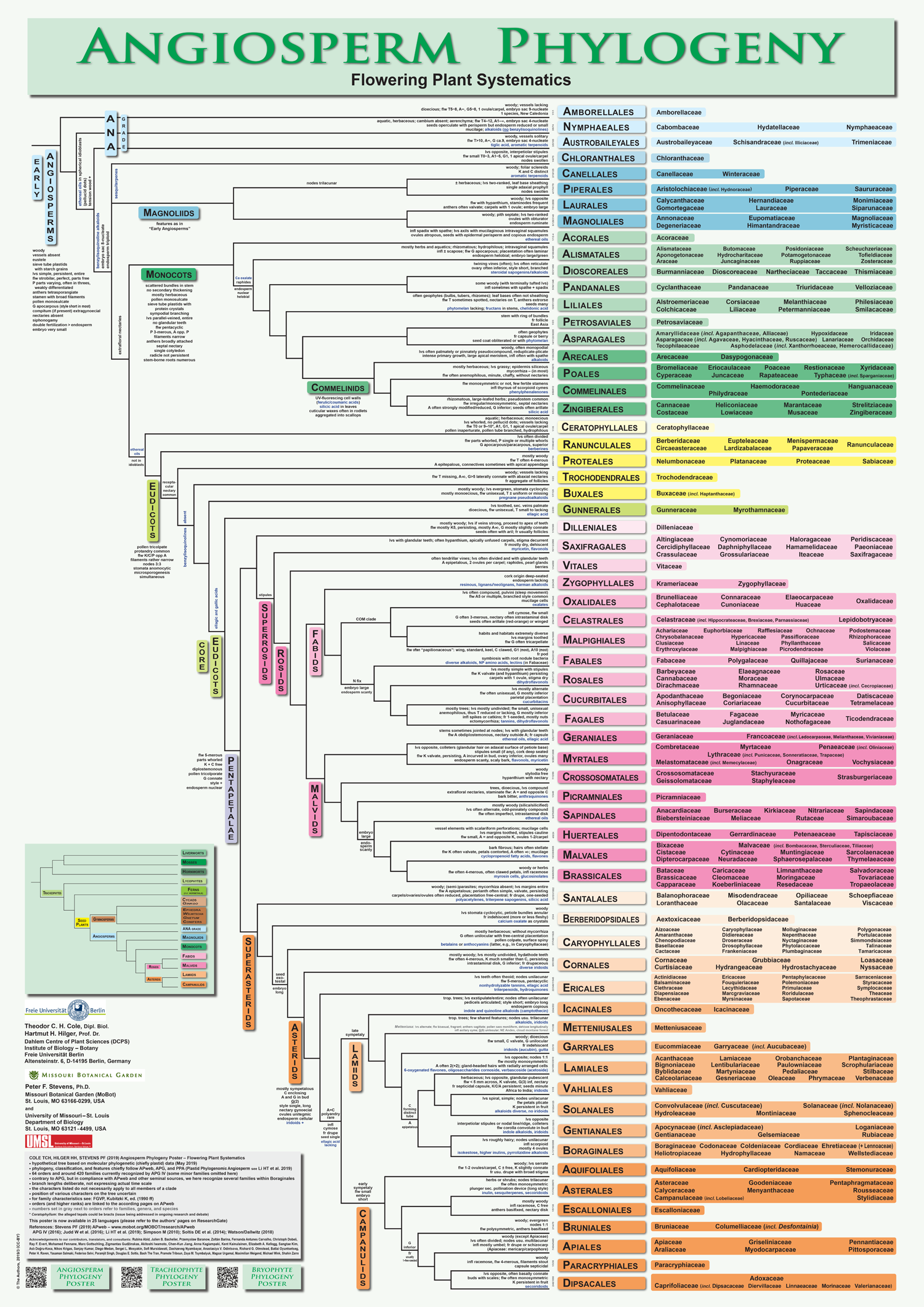
Poster de la classification phylogénétique des Angiospermes (2019).

La classification APG (1998), ou classification phylogénétique, est une classification botanique phylogénétique des angiospermes établie selon les travaux de l'Angiosperm Phylogeny Group (APG). Elle est la première classification publiée par ce groupe, en 1998, les suivantes étant la classification phylogénétique APG II (2003), puis APG III (2009) et sa révision APG IV (2016).
Elle traduit, dans le domaine des angiospermes, les efforts faits en systématique pour que le système de classification des êtres vivants reflète au plus près la « réalité historique » des liens de parenté, ou phylogénie, entre les espèces, qu'elles soient actuelles ou éteintes.
Dans sa délimitation des ordres et des familles, ne sont retenus que des groupes naturels, strictement monophylétiques. Certains ordres sont dès lors très petits, parfois restreints à une seule famille, voire un seul genre, alors que d'autres en contiennent de nombreuses. Le rang d'ordre ou famille n'indique pas un niveau naturel (un taxon dans une position particulière peut être un ordre, mais le même taxon dans une autre position peut être une famille).
Cette classification, basée en grande partie sur les analyses des deux gènes chloroplastiques, introduit, même au niveau des familles, des changements notables avec la classification classique. Par exemple, l'ancienne famille des Liliacées est maintenant éclatée en une dizaine de familles.
Reflet d'un consensus sur les connaissances acquises lors de sa publication en 1998, cette classification a été révisée en 2003, en 2009, puis en 2016 et les dernières modifications sont disponibles sur le Angiosperm Phylogeny Website.
Les groupes principaux sont les  clades suivants :
- Angiospermes :
  - Monocotylédones
    - Commelinoides

  - Dicotylédones vraies
    - Noyau des dicotylédones vraies
      - Rosidées
        - Fabidées
        - Malvidées

      - Astéridées
        - Lamiidées
        - Campanulidées

## Familles et ordres de divergence ancienne
- - famille des Amborellaceae
  - famille des Austrobaileyaceae
  - famille des Canellaceae
  - famille des Chloranthaceae
  - famille des Hydnoraceae
  - famille des Illiciaceae ( - famille de la badiane)
  - famille des Nymphaeaceae ( - famille du nénuphar)
    - [+ famille des Cabombaceae ]

  - famille des Rafflesiaceae
  - famille des Schisandraceae
  - famille des Trimeniaceae
  - famille des Winteraceae
- ordre des Ceratophyllales
  - famille des Ceratophyllaceae
- ordre des Laurales
  - famille des Atherospermataceae
  - famille des Calycanthaceae
  - famille des Gomortegaceae
  - famille des Hernandiaceae
  - famille des Lauraceae ( - famille du laurier)
  - famille des Monimiaceae
  - famille des Siparunaceae
- ordre des Magnoliales
  - famille des Annonaceae ( - famille  de l'ylang-ylang)
  - famille des Degeneriaceae
  - famille des Eupomatiaceae
  - famille des Himantandraceae
  - famille des Magnoliaceae ( - famille  du magnolia)
  - famille des Myristicaceae ( - famille  de la muscade)
- ordre des Piperales
  - famille des Aristolochiaceae ( - famille  de l'aristoloche)
  - famille des Lactoridaceae
  - famille des Piperaceae ( - famille  du poivrier)
  - famille des Saururaceae

## Monocotylédones

### Familles et ordres rattachés directement
- - famille des Corsiaceae
  - famille des Japonoliriaceae
  - famille des Nartheciaceae
  - famille des Petrosaviaceae
  - famille des Triuridaceae
- ordre des Acorales
  - famille des Acoraceae ( - famille  du jonc odorant)
- ordre des Alismatales
  - famille des Alismataceae ( - famille  du plantain d'eau)
  - famille des Aponogetonaceae
  - famille des Araceae (incl. Lemnaceae) ( - famille  de l'arum)
  - famille des Butomaceae ( - famille  du jonc fleuri)
  - famille des Cymodoceaceae
  - famille des Hydrocharitaceae ( - famille  de l'élodée)
  - famille des Juncaginaceae ( - famille  du troscart maritime)
  - famille des Limnocharitaceae
  - famille des Posidoniaceae ( - famille  de la posidonie)
  - famille des Potamogetonaceae ( - famille  du potamot)
  - famille des Ruppiaceae
  - famille des Scheuchzeriaceae
  - famille des Tofieldiaceae
  - famille des Zosteraceae
- ordre des Asparagales
  - famille des Agapanthaceae
  - famille des Agavaceae ( - famille  de l'agave)
  - famille des Alliaceae ( - famille  de l'ail)
  - famille des Amaryllidaceae
  - famille des Anemarrhenaceae
  - famille des Anthericaceae
  - famille des Aphyllanthaceae
  - famille des Asparagaceae ( - famille  de l'asperge)
  - famille des Asphodelaceae (incl Aloaceae)
  - famille des Asteliaceae
  - famille des Behniaceae
  - famille des Blandfordiaceae
  - famille des Boryaceae
  - famille des Convallariaceae
  - famille des Doryanthaceae
  - famille des Hemerocallidaceae
  - famille des Herreriaceae
  - famille des Hesperocallidaceae
  - famille des Hyacinthaceae ( - famille  de la jacinthe véritable)
  - famille des Hypoxidaceae
  - famille des Iridaceae ( - famille  de l'iris)
  - famille des Ixioliriaceae
  - famille des Lanariaceae
  - famille des Laxmanniaceae (incl. Lomandraceae)
  - famille des Orchidaceae ( - famille  du sabot de Vénus et de la vanille)
  - famille des Tecophilaeaceae (incl. Cyanastraceae)
  - famille des Themidaceae
  - famille des Xanthorrhoeaceae
  - famille des Xeronemataceae
- ordre des Dioscoreales
  - famille des Burmanniaceae
  - famille des Dioscoreaceae ( - famille  du tamier)
  - famille des Taccaceae ( - famille  des plantes araignées)
  - famille des Thismiaceae
  - famille des Trichopodaceae
- ordre des Liliales
  - famille des Alstroemeriaceae
  - famille des Campynemataceae
  - famille des Colchicaceae ( - famille  du colchique)
  - famille des Liliaceae ( - famille  du lys et de la tulipe)
  - famille des Luzuriagaceae
  - famille des Melanthiaceae (incl. Trilliaceae)
  - famille des Philesiaceae
  - famille des Ripogonaceae
  - famille des Smilacaceae ( - famille de la salsepareille)
- ordre des Pandanales
  - famille des Cyclanthaceae
  - famille des Pandanaceae
  - famille des Stemonaceae
  - famille des Velloziaceae

### Commelinoides
NB c'est commelinoids en APG (1998), mais
commelinids en APG II (2003)
- - famille des Abolbodaceae
  - famille des Bromeliaceae ( - famille  de l'ananas)
  - famille des Dasypogonaceae
  - famille des Hanguanaceae
  - famille des Mayacaceae
  - famille des Rapateaceae
- ordre des Arecales
  - famille des Arecaceae (= Palmae) ( - famille du cocotier)
- ordre des Commelinales
  - famille des Commelinaceae ( - famille des misères)
  - famille des Haemodoraceae
  - famille des Philydraceae
  - famille des Pontederiaceae ( - famille de la jacinthe d'eau)
- ordre des Poales
  - famille des Anarthriaceae
  - famille des Centrolepidaceae
  - famille des Cyperaceae ( - famille  des carex)
  - famille des Ecdeiocoleaceae
  - famille des Eriocaulaceae
  - famille des Flagellariaceae
  - famille des Hydatellaceae
  - famille des Joinvilleaceae
  - famille des Juncaceae ( - famille  des joncs)
  - famille des Poaceae (= Gramineae) ( - famille  du blé, du chiendent)
  - famille des Prioniaceae
  - famille des Restionaceae
  - famille des Sparganiaceae ( - famille  du rubanier)
  - famille des Thurniaceae
  - famille des Typhaceae ( - famille  de la massette)
  - famille des Xyridaceae
- ordre des Zingiberales
  - famille des Cannaceae ( - famille  des Cannas)
  - famille des Costaceae
  - famille des Heliconiaceae
  - famille des Lowiaceae
  - famille des Marantaceae
  - famille des Musaceae ( - famille  du bananier)
  - famille des Strelitziaceae ( - famille de l'arbre du voyageur)
  - famille des Zingiberaceae ( - famille  du gingembre)

## Dicotylédones vraiesou eudicotylédones
(à pollen triaperturé ou plus)

### Familles et ordres rattachés directement
On distingue un premier groupe de dicotylédones à pollen triaperturé ayant conservé des caractères
primitifs.
- - famille des Buxaceae ( - famille du buis).
  - famille des Didymelaceae
  - famille des Sabiaceae
  - famille des Trochodendraceae
    - [+ famille des Tetracentraceae ]
- ordre des Proteales
  - famille des Nelumbonaceae( - famille du lotus)
  - famille des Platanaceae ( - famille du platane)
  - famille des Proteaceae
- ordre des Ranunculales
  - famille des Berberidaceae ( - famille de l'épine-vinette)
  - famille des Circaeasteraceae
    - [+ famille des Kingdoniaceae ]

  - famille des Eupteleaceae
  - famille des Lardizabalaceae
  - famille des Menispermaceae
  - famille des Papaveraceae ( - famille du coquelicot)
    - [+ famille des Fumariaceae ]
    - [+ famille des Pteridophyllaceae ]

  - famille des Ranunculaceae ( - famille du bouton d'or)

### Dicotylédones supérieures
Les Dicotylédones supérieures (ou noyau des Dicotylédones vraies) sont les dicotylédones à fleurs tétracycliques (en général : 4-5 sépales, 4-5 pétales, 4-10 étamines, 2-5 carpelles)

#### Familles et ordres rattachés directement
- - famille des Aextoxicaceae
  - famille des Berberidopsidaceae
  - famille des Dilleniaceae
  - famille des Gunneraceae
  - famille des Myrothamnaceae
  - famille des Vitaceae ( - famille de la vigne)
- ordre des Caryophyllales
  - famille des Achatocarpaceae
  - famille des Aizoaceae
  - famille des Amaranthaceae (incl. Chenopodiaceae)  ( - famille de l'amarante ou de l'épinard)
  - famille des Ancistrocladaceae
  - famille des Asteropeiaceae
  - famille des Barbeuiaceae
  - famille des Basellaceae
  - famille des Cactaceae ( - famille des cactus)
  - famille des Caryophyllaceae ( - famille des œillets véritables)
  - famille des Didiereaceae
  - famille des Dioncophyllaceae
  - famille des Droseraceae
  - famille des Drosophyllaceae
  - famille des Frankeniaceae
  - famille des Molluginaceae
  - famille des Nepenthaceae
  - famille des Nyctaginaceae ( - famille du bougainvillier)
  - famille des Physenaceae
  - famille des Phytolaccaceae
  - famille des Plumbaginaceae ( - famille de la lavande de mer)
  - famille des Polygonaceae ( - famille des renouées)
  - famille des Portulacaceae ( - famille du pourpier)
  - famille des Rhabdodendraceae
  - famille des Sarcobataceae
  - famille des Simmondsiaceae ( - famille du jojoba)
  - famille des Stegnospermataceae
  - famille des Tamaricaceae ( - famille du tamaris)
- ordre des Santalales
  - famille des Loranthaceae
  - famille des Misodendraceae
  - famille des Olacaceae
  - famille des Opiliaceae
  - famille des Santalaceae (incl. Viscaceae) ( - famille du gui)
- ordre des Saxifragales
  - famille des Altingiaceae ( - famille du copalme d'Amérique)
  - famille des Cercidiphyllaceae ( - famille du katsura)
  - famille des Crassulaceae ( - famille de l'orpin)
  - famille des Daphniphyllaceae
  - famille des Grossulariaceae ( - famille des groseilliers)
  - famille des Haloragaceae ( - famille du myriophylle)
  - famille des Hamamelidaceae ( - famille de l'hamamélis)
  - famille des Iteaceae
  - famille des Paeoniaceae ( - famille des pivoines)
  - famille des Penthoraceae
  - famille des Pterostemonaceae
  - famille des Saxifragaceae( - famille des saxifrages)
  - famille des Tetracarpaeaceae

#### Rosidées

##### Familles et ordres rattachés directement
- - famille des Aphloiaceae
  - famille des Crossosomataceae
  - famille des Ixerbaceae
  - famille des Krameriaceae
  - famille des Picramniaceae
  - famille des Podostemaceae
  - famille des Stachyuraceae
  - famille des Staphyleaceae
  - famille des Tristichaceae
  - famille des Zygophyllaceae
- ordre des Geraniales
  - famille des Francoaceae
  - famille des Geraniaceae ( - famille des géraniums)
    - [+ famille des Hypseocharitaceae ]

  - famille des Ledocarpaceae
  - famille des Greyiaceae)
  - famille des Melianthaceae
  - famille des Vivianiaceae

##### Rosidées=Fabidées
- - famille des Celastraceae
  - famille des Huaceae
  - famille des Parnassiaceae
    - [+ famille des Lepuropetalaceae ]

  - famille des Stackhousiaceae
- ordre des Cucurbitales
  - famille des Anisophylleaceae
  - famille des Begoniaceae ( - famille du bégonia)
  - famille des Coriariaceae
  - famille des Corynocarpaceae
  - famille des Cucurbitaceae ( - famille de la courge)
  - famille des Datiscaceae
  - famille des Tetramelaceae
- ordre des Fabales
  - famille des Fabaceae (= Leguminosae; incl. Caesalpiniaceae, Mimosaceae)
  - famille des Polygalaceae
  - famille des Quillajaceae
  - famille des Surianaceae
- ordre des Fagales
  - famille des Betulaceae ( - famille du bouleau)
  - famille des Casuarinaceae
  - famille des Fagaceae ( - famille des chênes et des hêtres)
  - famille des Juglandaceae ( - famille du noyer)
  - famille des Myricaceae ( - famille du piment royal)
  - famille des Nothofagaceae
  - famille des Rhoipteleaceae
  - famille des Ticodendraceae
- ordre des Malpighiales
  - famille des Achariaceae
  - famille des Balanopaceae
  - famille des Caryocaraceae
  - famille des Chrysobalanaceae
  - famille des Clusiaceae (= Guttiferae, incl. Hypericaceae) (famille du millepertuis)
  - famille des Dichapetalaceae
  - famille des Erythroxylaceae ( - famille de la coca)
  - famille des Euphorbiaceae ( - famille de l'hévéa)
  - famille des Euphroniaceae
  - famille des Flacourtiaceae
  - famille des Goupiaceae
  - famille des Hugoniaceae
  - famille des Humiriaceae
  - famille des Irvingiaceae
  - famille des Ixonanthaceae
  - famille des Lacistemataceae
  - famille des Linaceae  ( - famille du lin)
  - famille des Malesherbiaceae
  - famille des Malpighiaceae
  - famille des Medusagynaceae
  - famille des Ochnaceae
  - famille des Pandaceae
  - famille des Passifloraceae ( - famille de la passiflore)
  - famille des Putranjivaceae
  - famille des Quiinaceae
  - famille des Rhizophoraceae
  - famille des Salicaceae
  - famille des Trigoniaceae
  - famille des Turneraceae
  - famille des Violaceae ( - famille de la violette)
- ordre des Oxalidales
  - famille des Cephalotaceae
  - famille des Connaraceae
  - famille des Cunoniaceae
  - famille des Elaeocarpaceae
  - famille des Oxalidaceae ( - famille  des oxalis)
  - famille des Tremandraceae
- ordre des Rosales (incl. Urticales)
  - famille des Barbeyaceae
  - famille des Cannabaceae ( - famille du chanvre et du houblon)
  - famille des Cecropiaceae
  - famille des Celtidaceae
  - famille des Dirachmaceae
  - famille des Elaeagnaceae
  - famille des Moraceae ( - famille du mûrier et des ficus)
  - famille des Rhamnaceae ( - famille de la bourdaine)
  - famille des Rosaceae ( - famille du rosier)
  - famille des Ulmaceae ( - famille de l'orme)
  - famille des Urticaceae ( - famille de l'ortie)

##### Malvidées
- - famille des Tapisciaceae
- ordre des Brassicales
  - famille des Akaniaceae
    - [+ famille des Bretschneideraceae ]

  - famille des Bataceae ( - famille  du batis)
  - famille des Brassicaceae (= Cruciferae; incl. Capparaceae) ( - famille du chou)
  - famille des Caricaceae ( - famille  de la papaye)
  - famille des Emblingiaceae
  - famille des Gyrostemonaceae
  - famille des Koeberliniaceae
  - famille des Limnanthaceae
  - famille des Moringaceae
  - famille des Pentadiplandraceae
  - famille des Resedaceae ( - famille  du réséda)
  - famille des Salvadoraceae
  - famille des Setchellanthaceae
  - famille des Tovariaceae
  - famille des Tropaeolaceae ( - famille  de la capucine)
- ordre des Malvales
  - famille des Bixaceae ( - famille du roucou)
    - [+ famille des Diegodendraceae ]

  - famille des Cistaceae ( - famille  des cistes)
  - famille des Cochlospermaceae
  - famille des Dipterocarpaceae
  - famille des Malvaceae (incl. Bombacaceae, Sterculiaceae, Tiliaceae) ( - famille  du

baobab africain, du tilleul et de la mauve et du cacaoyer)
- - famille des Muntingiaceae
  - famille des Neuradaceae
  - famille des Sarcolaenaceae
  - famille des Sphaerosepalaceae
  - famille des Thymelaeaceae ( - famille du bois joli)
- ordre des Myrtales
  - famille des Alzateaceae
  - famille des Combretaceae ( - famille du badamier)
  - famille des Crypteroniaceae
  - famille des Heteropyxidaceae
  - famille des Lythraceae (incl. Sonneratiaceae, Trapaceae) ( - famille de la salicaire)
  - famille des Melastomataceae
  - famille des Memecylaceae
  - famille des Myrtaceae ( - famille de l'eucalyptus et du goyavier)
  - famille des Oliniaceae
  - famille des Onagraceae ( - famille du fuchsia et de l'épilobe)
  - famille des Penaeaceae
  - famille des Psiloxylaceae
  - famille des Rhynchocalycaceae
  - famille des Vochysiaceae
- ordre des Sapindales
  - famille des Anacardiaceae ( - famille de la mangue)
  - famille des Biebersteiniaceae
  - famille des Burseraceae ( - famille de la myrrhe)
  - famille des Kirkiaceae
  - famille des Meliaceae ( - famille de l'acajou amer)
  - famille des Nitrariaceae
    - [+ famille des Peganaceae ]

  - famille des Rutaceae ( - famille de l'orange)
  - famille des Sapindaceae (incl. Aceraceae, Hippocastanaceae) ( - famille  du litchi, de

l'érable et du marronnier d'inde).
- - famille des Simaroubaceae( - famille  de l'ailante)

#### Astéridées

##### Ordres rattachés directement
- ordre des Cornales
  - famille des Cornaceae ( - famille du cornouiller)
    - [+ famille des Nyssaceae ]

  - famille des Grubbiaceae
  - famille des Hydrangeaceae ( - famille de l'hortensia)
  - famille des Hydrostachyaceae
  - famille des Loasaceae
- ordre des Ericales
  - famille des Actinidiaceae ( - famille du kiwi)
  - famille des Balsaminaceae ( - famille des impatiens)
  - famille des Clethraceae
  - famille des Cyrillaceae
  - famille des Diapensiaceae
  - famille des Ebenaceae ( - famille de l'ébène)
  - famille des Ericaceae (incl. famille des Empetraceae, Epacridaceae, Monotropaceae, Pyrolaceae) (famille des rhododendrons)
  - famille des Fouquieriaceae
  - famille des Halesiaceae
  - famille des Lecythidaceae
  - famille des Marcgraviaceae
  - famille des Myrsinaceae ( - famille du cyclamen)
  - famille des Pellicieraceae
  - famille des Polemoniaceae ( - famille du phlox)
  - famille des Primulaceae ( - famille de la primevère)
  - famille des Roridulaceae
  - famille des Sapotaceae ( - famille du karité)
  - famille des Sarraceniaceae
  - famille des Styracaceae
  - famille des Symplocaceae
  - famille des Ternstroemiaceae
  - famille des Tetrameristaceae
  - famille des Theaceae ( - famille du théier)
  - famille des Theophrastaceae

##### Lamiidéesou Euastéridées I
- - famille des Boraginaceae  (inc Lennoaceae, Hydrophyllaceae) ( - famille de la bourrache)
  - famille des Plocospermataceae
  - famille des Vahliaceae
- ordre des Garryales
  - famille des Aucubaceae
  - famille des Eucommiaceae
  - famille des Garryaceae
  - famille des Oncothecaceae
- ordre des Gentianales
  - famille des Apocynaceae (incl. famille des Asclepiadaceae) (famille de la pervenche)
  - famille des Gelsemiaceae
  - famille des Gentianaceae ( - famille de la gentiane)
  - famille des Loganiaceae
  - famille des Rubiaceae ( - famille du caféier)
- ordre des Lamiales
  - famille des Acanthaceae ( - famille de l'acanthe)
  - famille des Avicenniaceae
  - famille des Bignoniaceae
  - famille des Buddlejaceae
  - famille des Byblidaceae
  - famille des Cyclocheilaceae
  - famille des Gesneriaceae
  - famille des Lamiaceae (= Labiatae) ( - famille de la menthe)
  - famille des Lentibulariaceae ( - famille de la grassette)
  - famille des Myoporaceae
  - famille des Oleaceae ( - famille du frêne et de l'olivier)
  - famille des Orobanchaceae ( - famille des orobanches)
  - famille des Paulowniaceae
  - famille des Pedaliaceae
    - [+ famille des Martyniaceae ]

  - famille des Phrymaceae
  - famille des Plantaginaceae (incl. Globulariaceae) ( - famille de la globulaire et du plantain)
  - famille des Schlegeliaceae
  - famille des Scrophulariaceae
  - famille des Stilbaceae
  - famille des Tetrachondraceae
  - famille des Verbenaceae ( - famille de la verveine)
- ordre des Solanales
  - famille des Convolvulaceae ( - famille du liseron)
  - famille des Hydroleaceae
  - famille des Montiniaceae
  - famille des Solanaceae ( - famille de la tomate)
  - famille des Sphenocleaceae

##### Campanulidéesou Euastéridées II
- - famille des Adoxaceae
  - famille des Bruniaceae
  - famille des Carlemanniaceae
  - famille des Columelliaceae
    - [+famille des Desfontainiaceae ]

  - famille des Eremosynaceae
  - famille des Escalloniaceae
  - famille des Icacinaceae
  - famille des Polyosmaceae
  - famille des Sphenostemonaceae
  - famille des Tribelaceae
- ordre des Apiales
  - famille des Apiaceae (= Umbelliferae) ( - famille de la carotte)
  - famille des Araliaceae ( - famille du lierre)
  - famille des Aralidiaceae
  - famille des Griseliniaceae
  - famille des Melanophyllaceae
  - famille des Pittosporaceae
  - famille des Torricelliaceae
- ordre des Aquifoliales
  - famille des Aquifoliaceae ( - famille du houx)
  - famille des Helwingiaceae
  - famille des Phyllonomaceae
- ordre des Asterales
  - famille des Alseuosmiaceae
  - famille des Argophyllaceae
  - famille des Asteraceae (= Compositae) ( - famille du tournesol)
  - famille des Calyceraceae
  - famille des Campanulaceae ( - famille  des campanules)
    - [+ famille des Lobeliaceae ]

  - famille des Carpodetaceae
  - famille des Donatiaceae
  - famille des Goodeniaceae
  - famille des Menyanthaceae ( - famille du trèfle d'eau)
  - famille des Pentaphragmataceae
  - famille des Phellinaceae
  - famille des Rousseaceae
  - famille des Stylidiaceae
- ordre des Dipsacales
  - famille des Caprifoliaceae ( - famille du chèvrefeuille)
  - famille des Diervillaceae
  - famille des Dipsacaceae ( - famille des cardères)
  - famille des Linnaeaceae
  - famille des Morinaceae
  - famille des Valerianaceae ( - famille de la mâche)

NB. "[ +…]" = famille optionnelle

## Familles de position incertaine (pour la plupart Dicotylédones vraies
- - famille des Balanophoraceae
  - famille des Bonnetiaceae
  - famille des Cardiopteridaceae
  - famille des Ctenolophonaceae
  - famille des Cynomoriaceae
  - famille des Cytinaceae
  - famille des Elatinaceae
  - famille des Geissolomataceae
  - famille des Hoplestigmataceae
  - famille des Kaliphoraceae (en)
  - famille des Lepidobotryaceae
  - famille des Lissocarpaceae
  - famille des Lophopyxidaceae
  - famille des Medusandraceae
  - famille des Metteniusaceae
  - famille des Mitrastemonaceae
  - famille des Paracryphiaceae
  - famille des Pentaphylacaceae
  - famille des Peridiscaceae
  - famille des Plagiopteraceae
  - famille des Pottingeriaceae
  - famille des Sladeniaceae
  - famille des Strasburgeriaceae
  - famille des Tepuianthaceae (nl)